# П'єтро Тенерані
П'є́тро Тенера́ні (італ. Pietro Tenerani; 11 листопада 1789, Торано, Каррара — 14 грудня 1869, Рим) — італійський скульптор XIX століття, представник академізму.

## Біографія
Народився в селі Торано неподалік Каррари. де розташоване родовище чисто білого мармуру в Італії. Його батьки — Цеккардо Філідеї та Марія Антонія Маркетті.
Художню освіту здобув в Академії Каррара. Брат матері і його дядько (П'єтро Маркетті) був на той час директором академії.

## Стажування в Римі
У Римі стажувався в майстерні Антоніо Канова та Бертеля Торвальдсена, засвоїв їх ідеалізовану і холодно урочисту манеру при мастерній обробці поверхні мармуру.
Працював по замова церкви та створював скульптурні портрети. Стилістика пізнього класицизму та академізму привчила його подавати образи трохи застиглими, вивіреними на античних зразках Римської імперії, з порожніми очами, звернутими до небуття. Його мармурові та ідеалізовані погруддя мали попит у аристократів. Його замовниками стануть князі світські та церковні. Окрім портретів-погрудь він працював також над створенням художніх надгробків.

## Уславлення Симона Болівара
Він дещо підтягнувся до популярності Антоніо Канова та Торвальдсена. Серед його закордонних творів — монумент на честь Симона Болівара в місті Богота, Колумбія, де він розробив як саму скульптуру, так і її постамент на площі перед урядовим Капітолієм. П'єтро Тенерані був також автором надгробка Симона Болівара в Національному Пантеоні в місті Каракас, Венесуела.

## Адміністративна кар'єра
На скульптора звернув увагу уряд папи римського. 1856 року П'єтро Тенерані отримав посаду голови римської Академії Сан Лука. 1858 року його призначено директором Капітолійських музеїв. 1860 року він отримав посаду директора музеїв Ватикана.

## Смерть
П'єтро Тенерані помер в Римі 14 грудня 1869 року.

## Вибрані твори (неповний перелік)
- «Флора», Ермітаж, Санкт-Петербург
- «Амур виймає скалку з ноги Венери»
- «Еліза Красінська», погруддя, мармур
- «Тадей Доріа-Дерналович», погруддя, мармур
- «Камілло Торрес», місто Богота, бронза, монумент політику, погруддя
- «Невідома дівчина», погруддя, мармур, Галерея мистецтв Вокера
- Надгробок Клелії Северіні, 1825 р., мармур, церква Сан Лоренцо ін Лючіна, Рим
- «Розп'ятий Христос», срібло, церква Сан Стефано, Піза
- Надгробок папи римського Пія VIII‎, Ватикан
- Мармуровий вівтар в каплиці Гверьєрі, церква Трініта деї Монті
- Монумент Симону Болівару, місто Богота, Колумбія
- Надгробок Симона Болівара, Національний Пантеон, Венесуела, Каракас

## Вибрані твори (галерея)

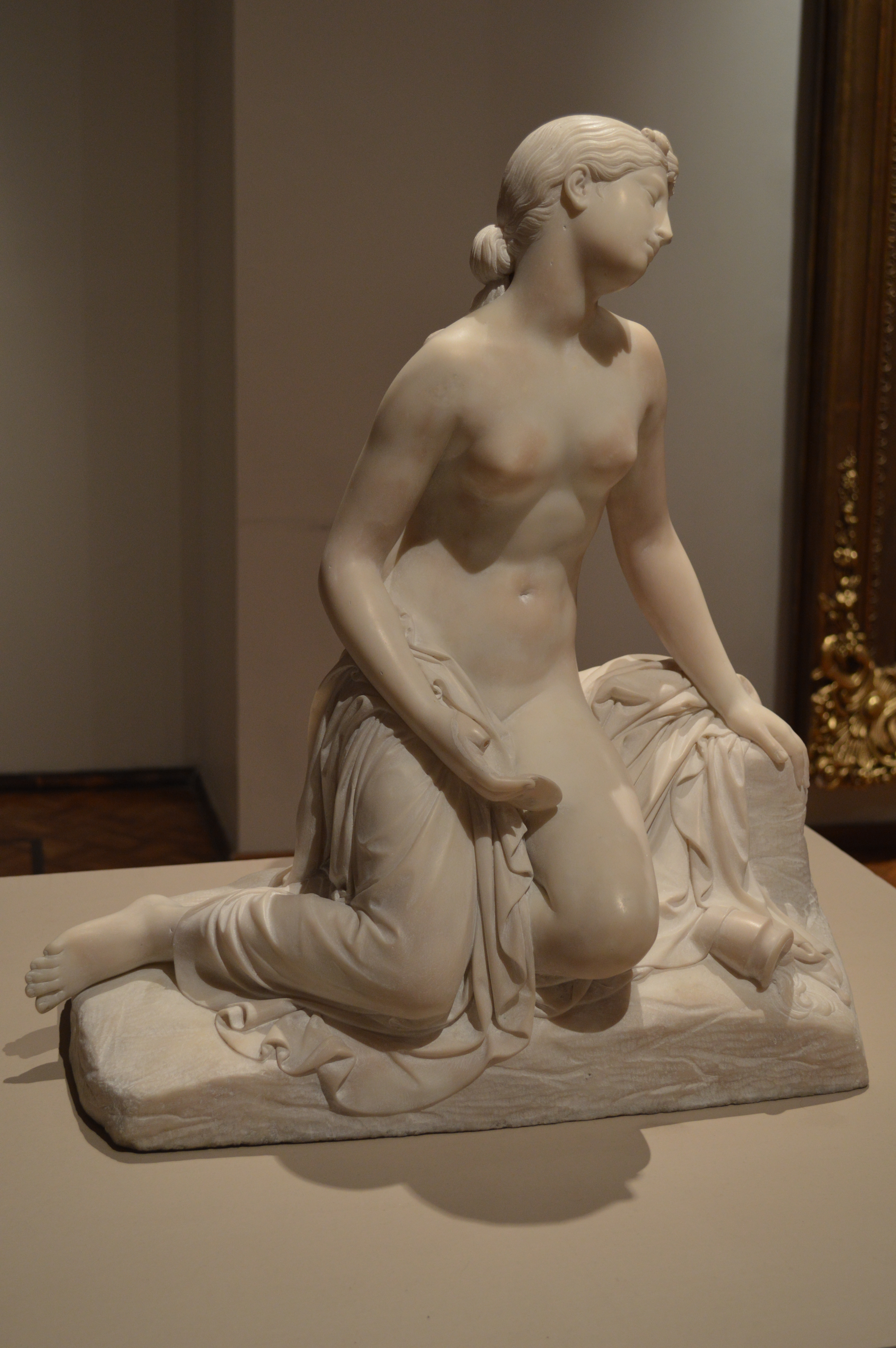
П'єтро Тенерані. «Психея», Національний музей Сан Карлос, Мехіко

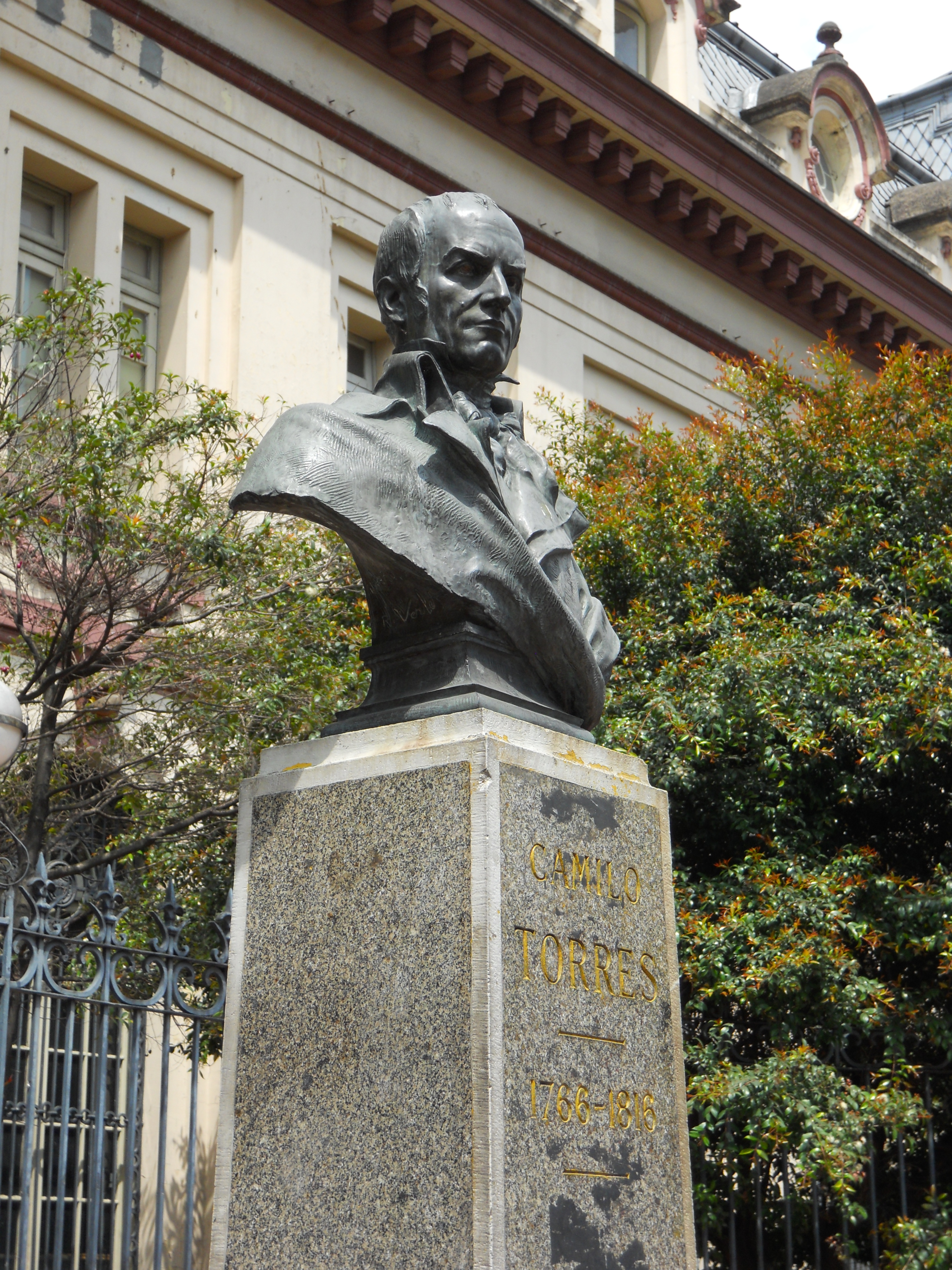
П'єтро Тенерані. «Камілло Торрес», місто Богота, погруддя, бронза.
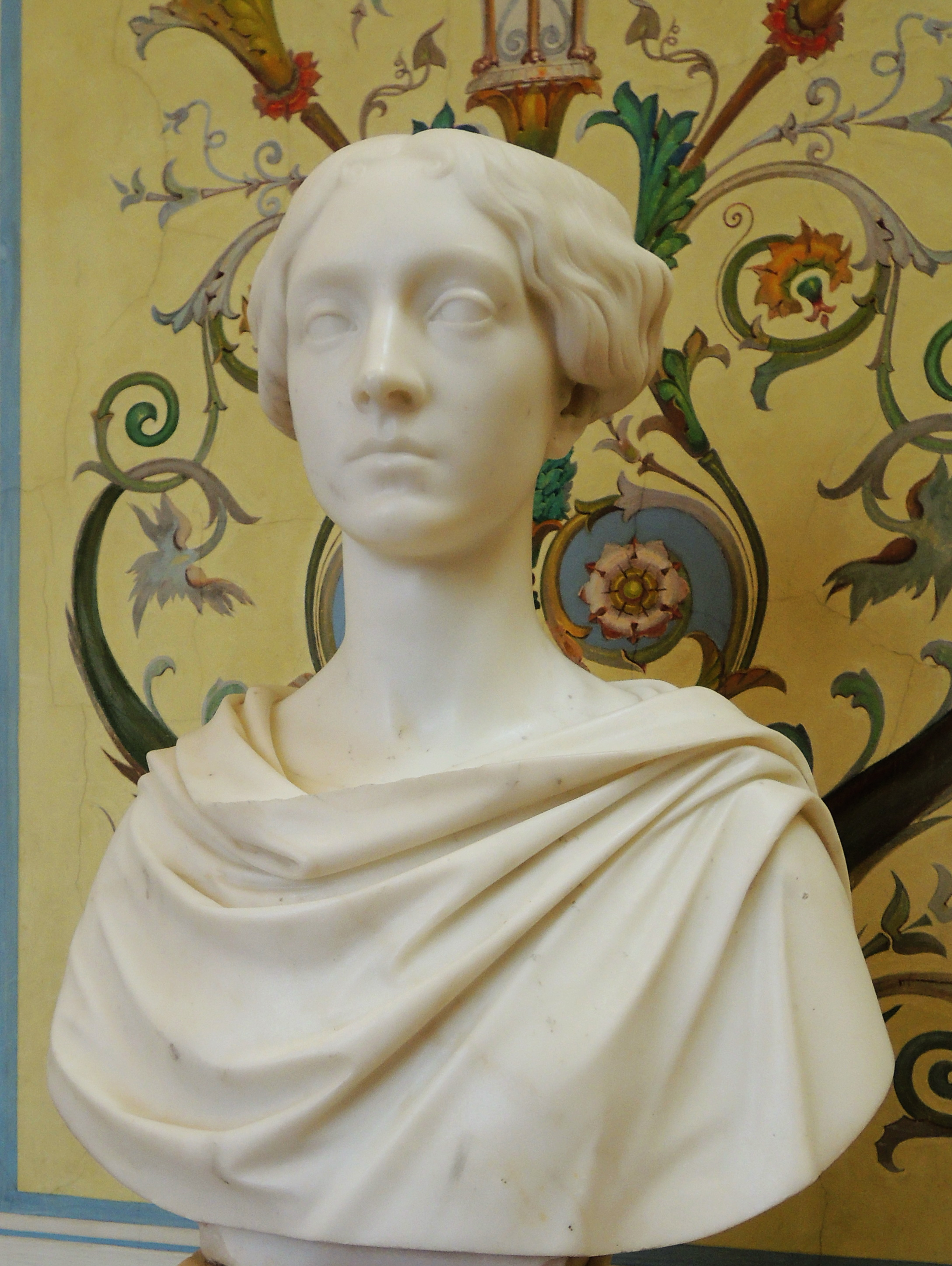
П'єтро Тенерані. «Графиня Тетяна Строганова», погруддя, мармур
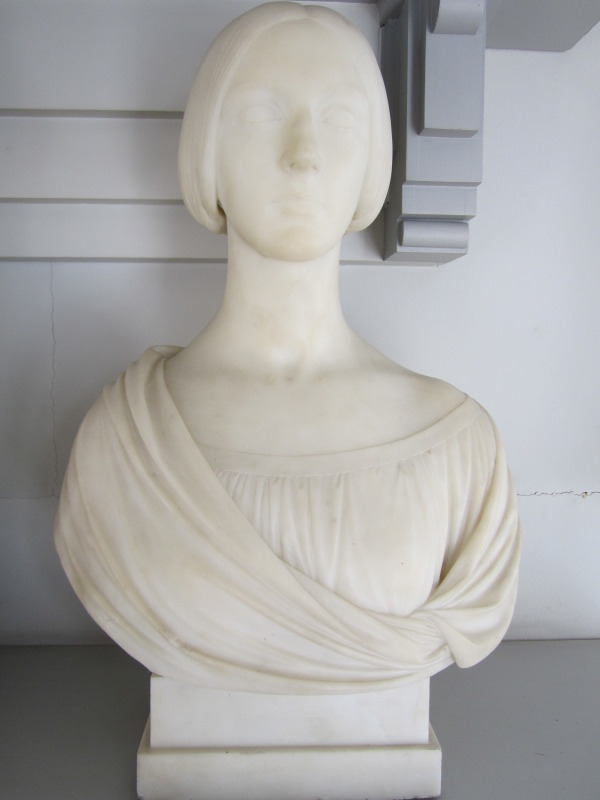
П'єтро Тенерані. «Невідома дівчина», погруддя, мармур, Галерея мистецтв Вокера, Ліверпуль, Британія
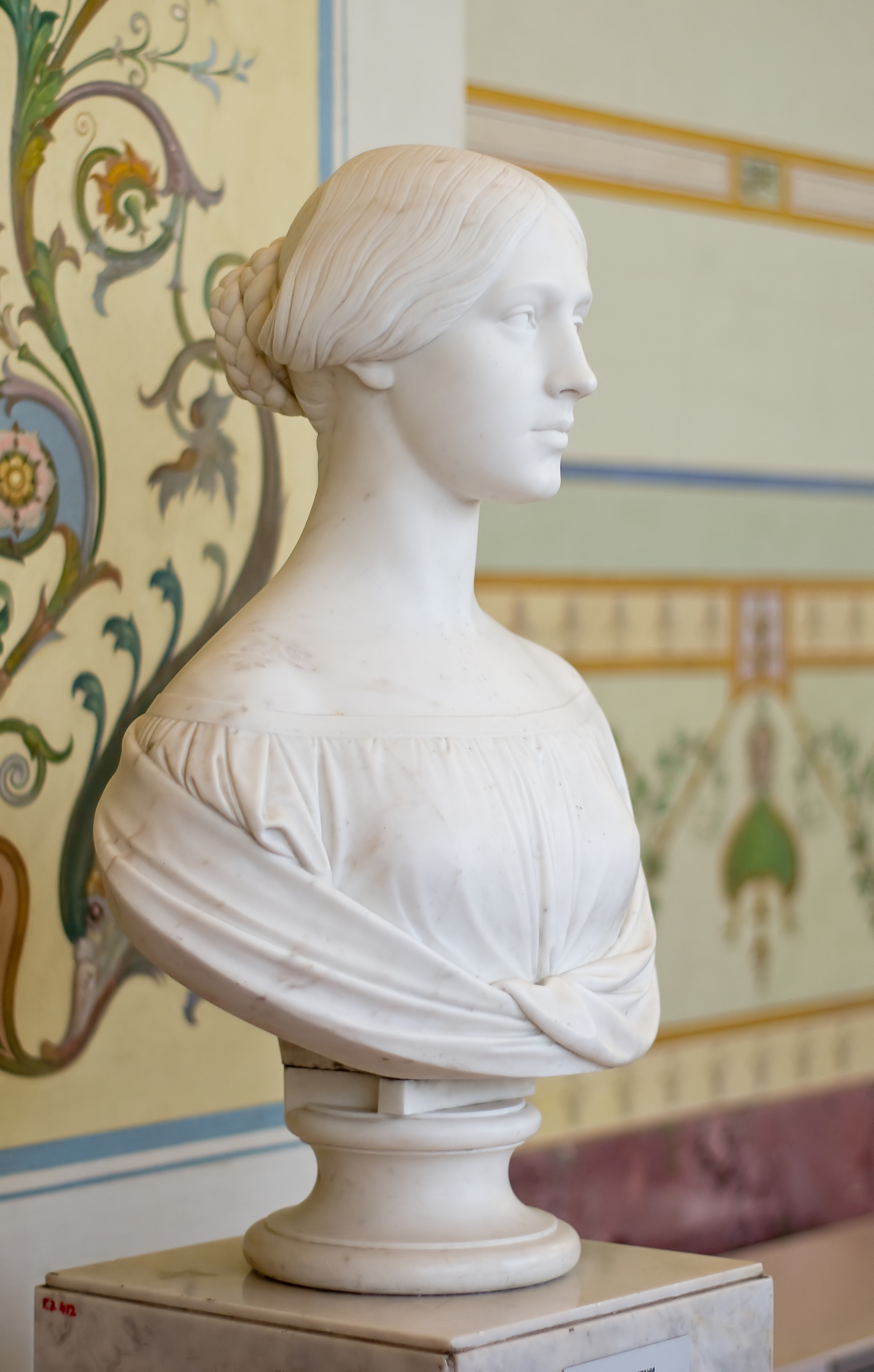
П'єтро Тенерані. Грфина С.Л. Шувалова, погруддя, Ермітаж, Санкт-Петербург
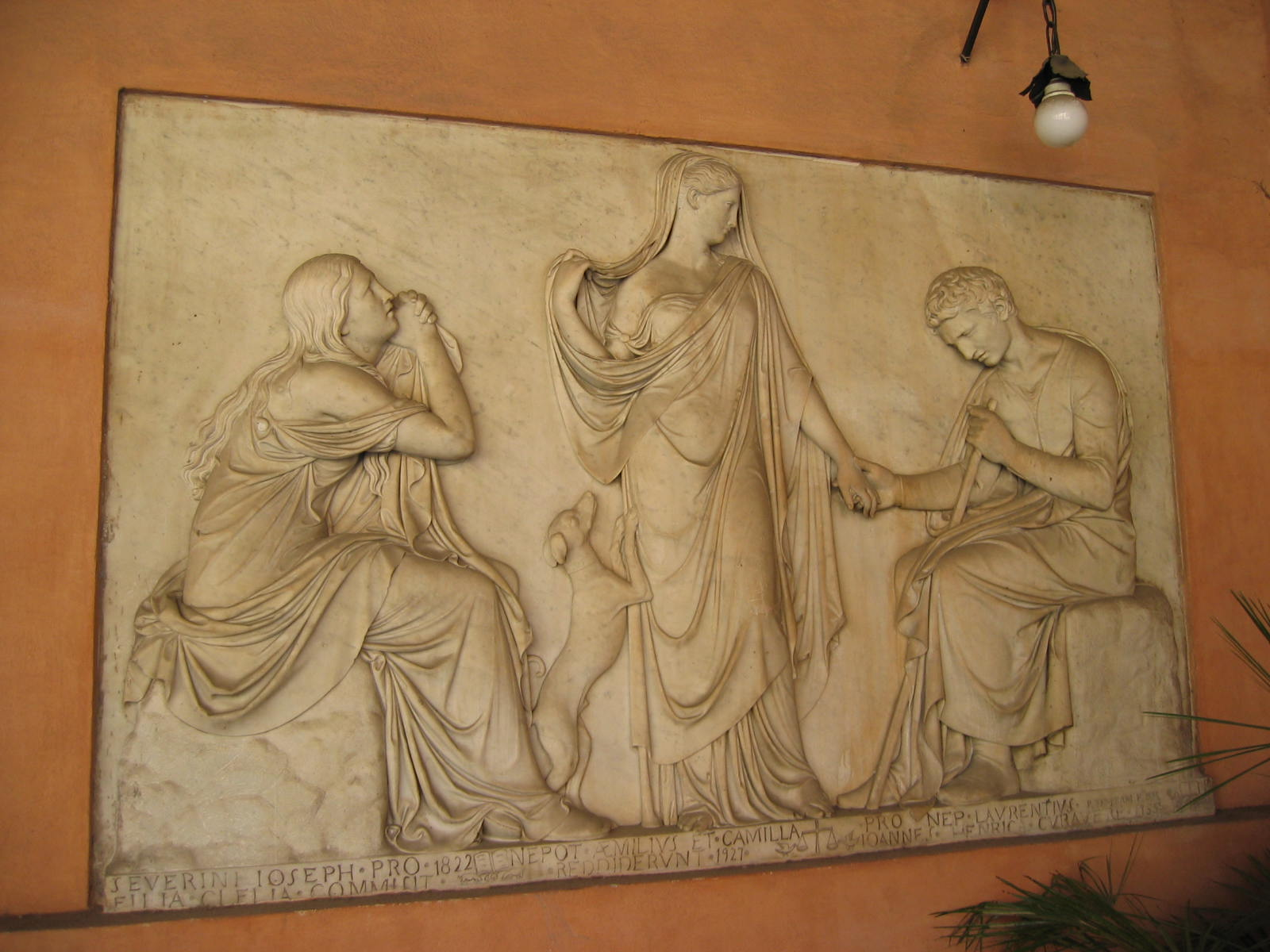
П'єтро Тенерані. Надгробок Клелії Северіні, 1825 р., мармур, церква Сан Лоренцо ін Лючіна, Рим
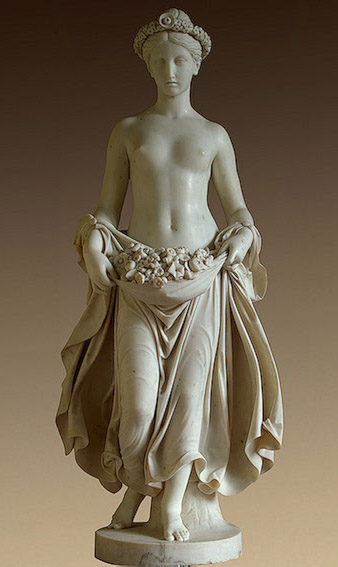
П'єтро Тенерані. «Флора», Ермітаж, Санкт-Петербург
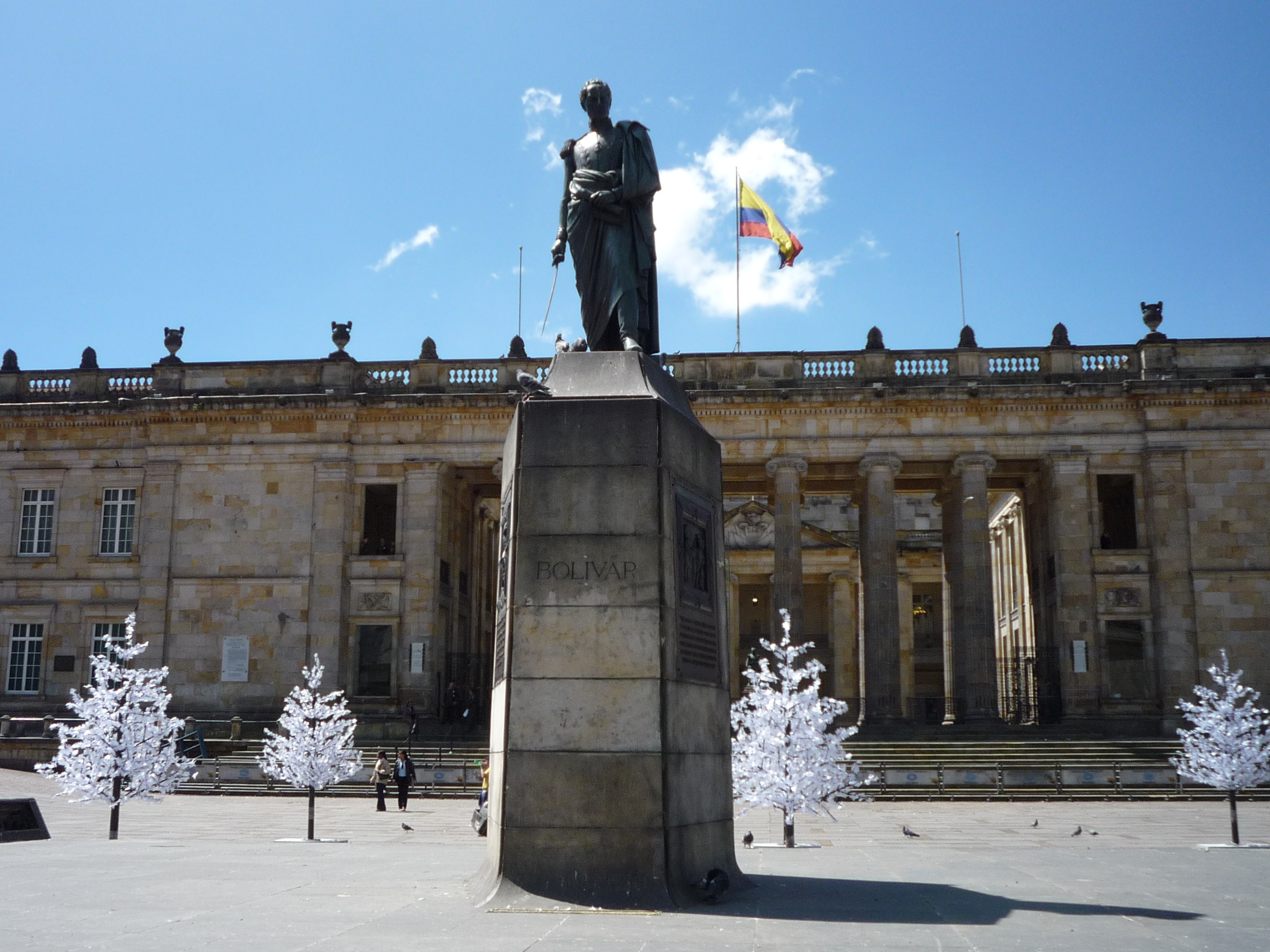
П'єтро Тенерані. Монумент Болівару, місто Богота, Колумбія